# František Douda
František Douda (Planá nad Lužnicí, 1908. október 23. – Prága, 1990. január 15.) olimpiai bronzérmes, csehszlovák atléta, súlylökő.

## Pályafutása
1928-ban, Amszterdamban vett részt első alkalommal az olimpiai játékokon. Két versenyszámban, súlylökésben és diszkoszvetésben is indult, azonban egyikben sem jutott túl a selejtezőkörön. Négy év múlva, a Los Angeles-i olimpián is e két számban szerepelt. A diszkoszvetés döntőjét tizenötödikként zárta, míg súlylökésben 15,61 méteres eredménnyel harmadik, bronzérmes lett. Ez év szeptember 24-én, Prágában 16,20-dal új világrekordot dobott, amely 1934 áprilisáig állt fenn; ekkor az amerikai John Lyman ért el jobb eredményt.
1934-ben bronzérmes volt az Európa-bajnokságon, súlylökésben, majd 1936-ban még elindult a berlini olimpián. Csak a sikeresebb számában vett részt, azonban csak a hetedik lett.

## Egyéni legjobbjai
- Súlylökés - 16,20 m (1932)
- Diszkoszvetés- 46,30 m (1932)